# Demersala zonen
Demersala zonen är det område närmast bottnen i havet, där livet i hög grad påverkas av bottenförhållandena (sand, lera, sediment etc.).
Redskap för fiske efter arter som lever i den demersala zonen kallas demersala fiskeredskap. Exempel på ett sådant redskap är bottentrål.